# Limbaj mașină
Limbajul mașină sau codul mașină este un set de instrucțiuni fundamentale care depind de tipul de computer pe care îl utilizați. O instrucțiune specifică scrisă în limbaj mașină ar putea să comunice unității centrale să adune două numere și să memoreze rezultatul într-un anumit loc. O unitate centrală tipică recunoaște câteva duzini de asemenea comenzi, fiecare dintre ele fiind destinată să îndeplinească o sarcină mică și foarte specializată.